# Langweerderwielen-tó
A Langweerderwielen-tó (fríz nyelven: Langwarder Wielen) egy tó Hollandia északi részén, Frízföldön,
De Friese Meren önkormányzat területén.

## Földrajz
A hosszúkás tó Joure településtől nyugatra fekszik. Hossza mintegy három kilométer, míg szélessége legszélesebb pontján mintegy egy kilométer. Északkelet felé haladva a tó szélessége csökken. Joure és Sneek között az A7-es autópálya hídja vezet át a tó felett. Nyugat felől a Margit hercegnő-csatorna köti össze a Koevordermeer-tóval, míg a délkeleti oldalon a Scharsterrijn-csatorna köti össze a Tjeukemeer-tóval, északról pedig a Noorder Oudeweg-csatorna köti össze a Sneekermeer-tóval.

## Története
A 20. század végére a tó eliszaposodott, ami már megnehezítette a tavon űzhető vízi sportolás lehetőségeit, ezért a Frisian Lakes Projekt részeként 2016-ban a tó medrét kikotorták, mintegy 2,3 méteres mélységben. Az innen származó homok segítségével újították fel a Joure csomópontot.
Langweer és Boornzwaag közt található a Schweach-malom.
A tavon többféle szabadidős tevékenységet is lehet végezni, többek között vitorlázni lehet a tavon, úszni lehet a Langweer melletti strandon, kikötő Langweerben és Boornzwaagban található. A tó mellett fekszik egy 21 méter mély mesterséges tó is, a Put van Nederhorst-tó, amely az A7-es autópálya építése miatt keletkezett mesterséges tó.

## Galéria

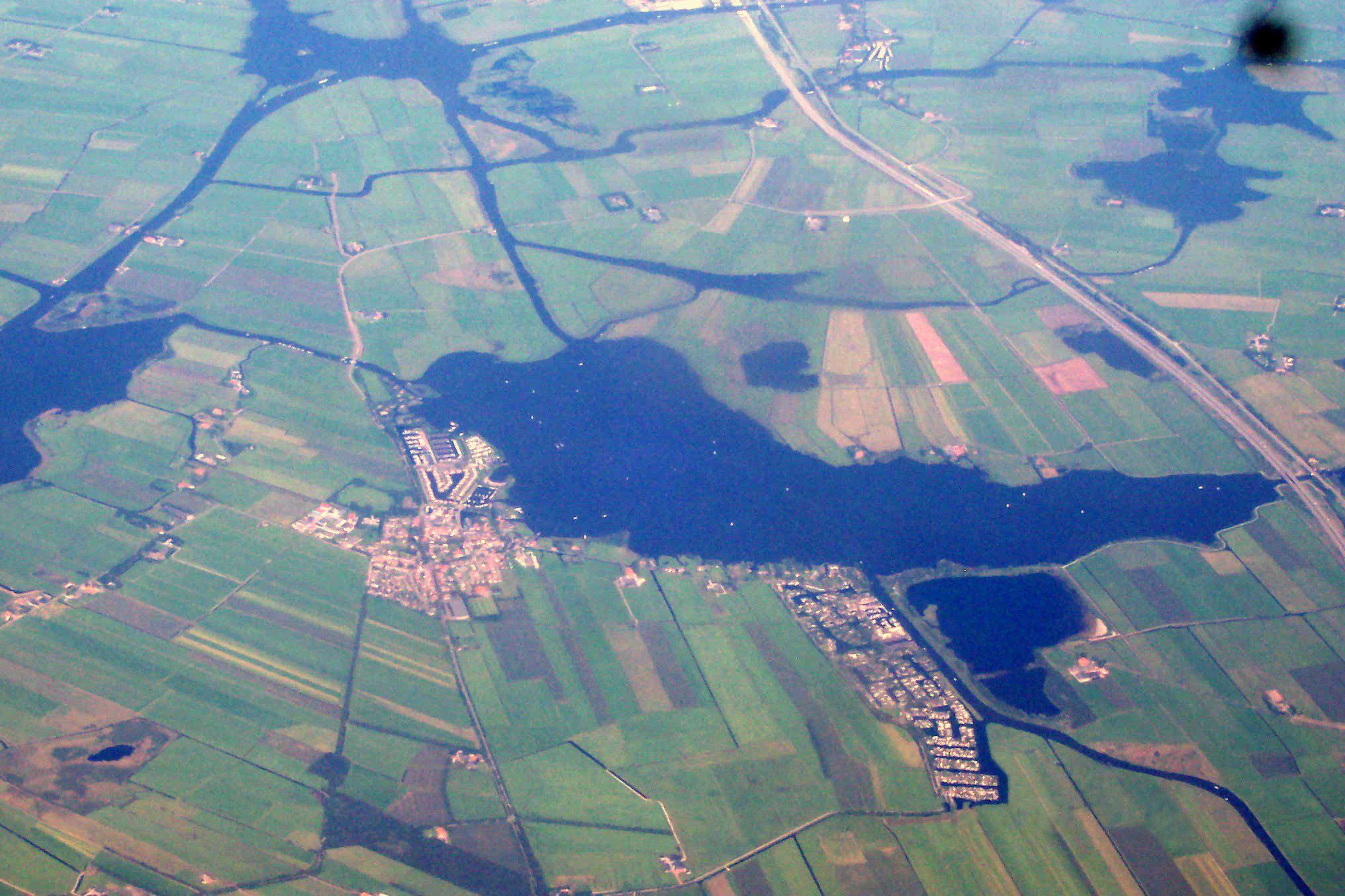
Langweer és Langweerderwielen látképe a levegőből.
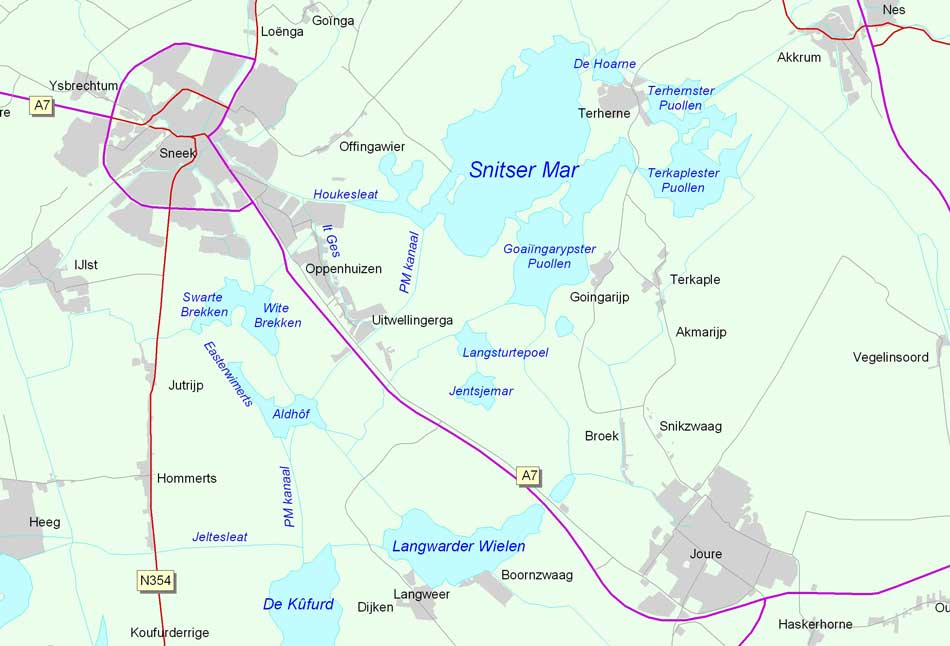
Hivatalos vízrajzi elnevezései.
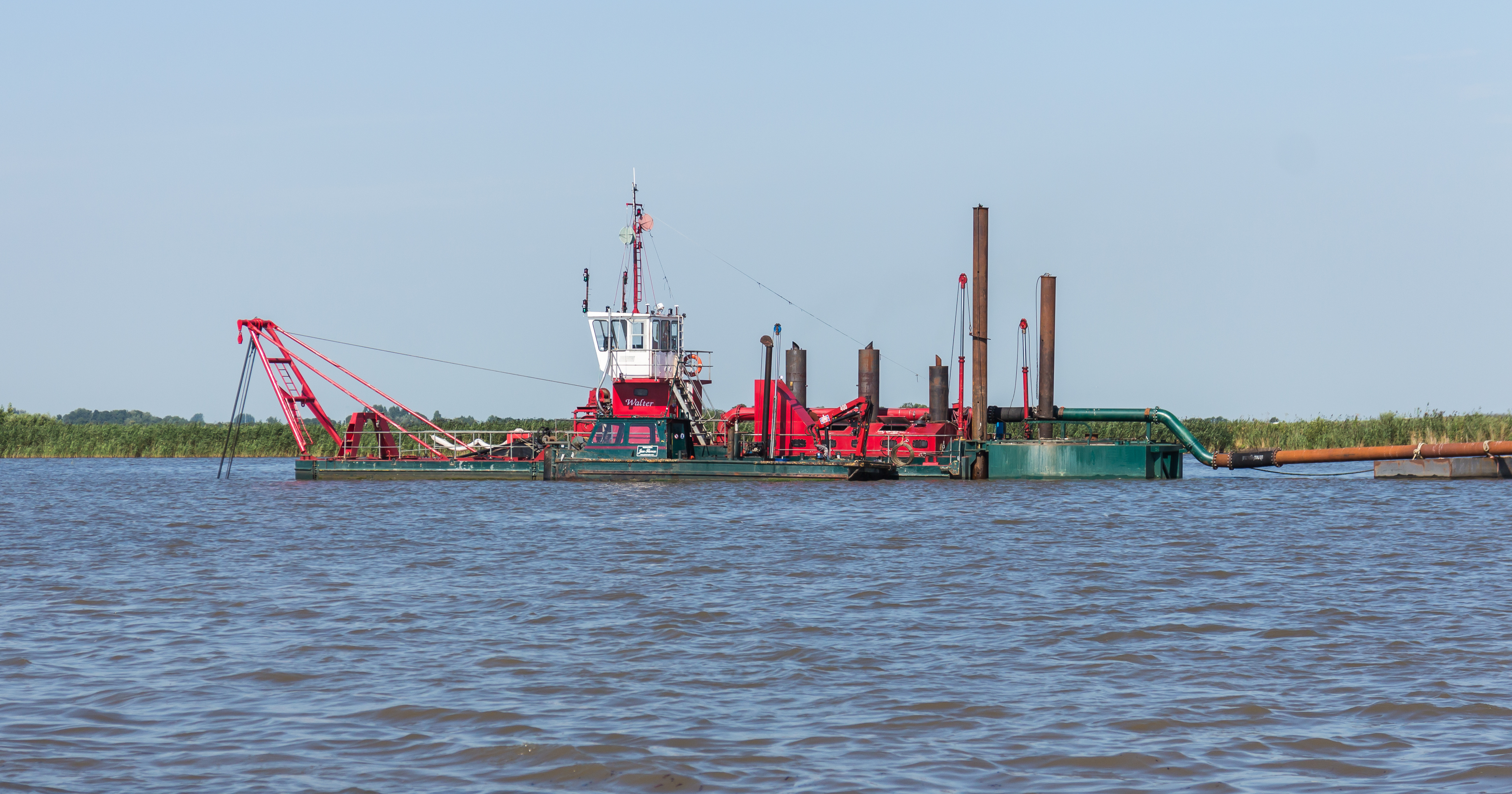
Homokkitermelés a Langweerderwielenből.
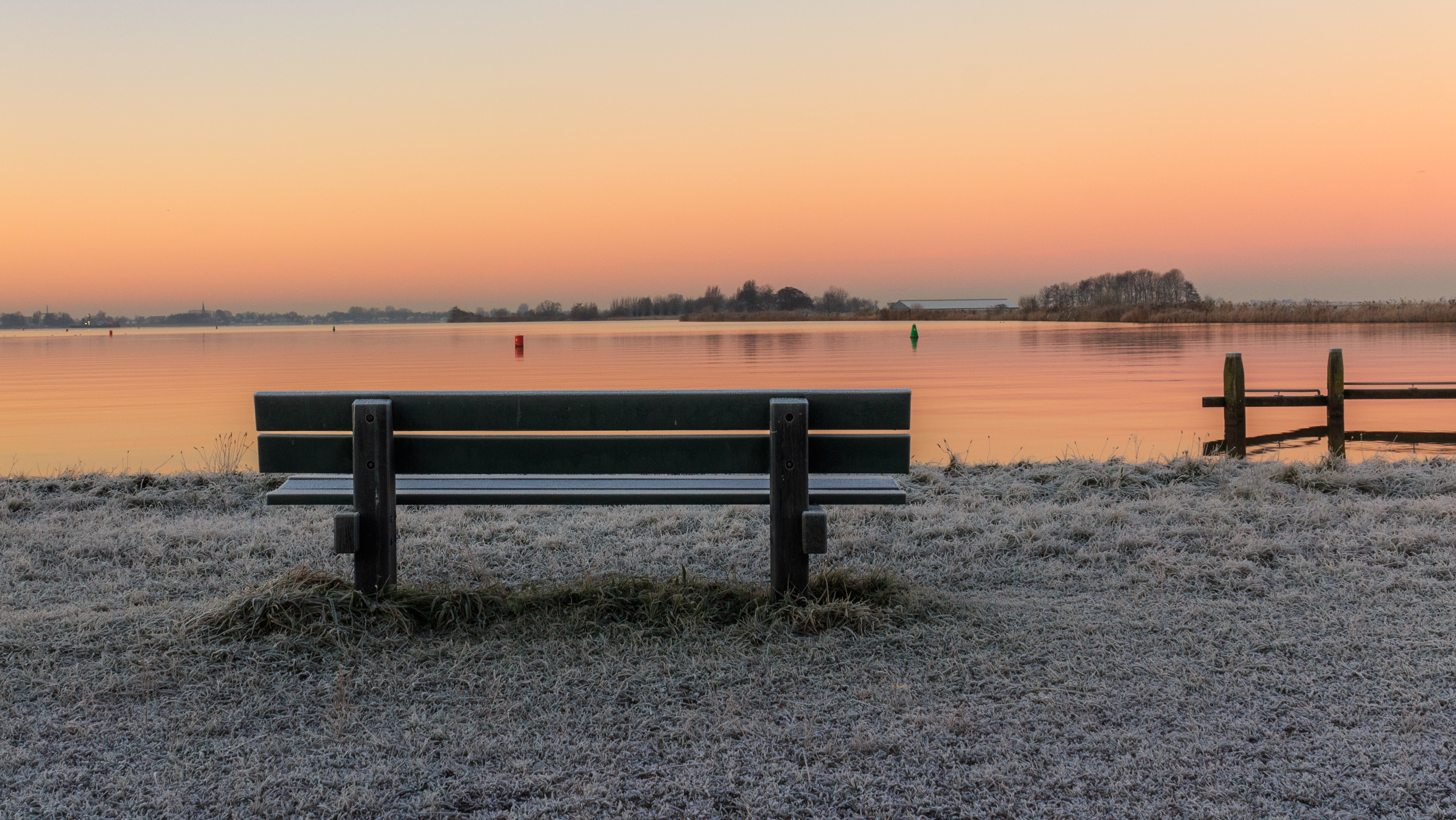
Téli reggel Langweer mellett.
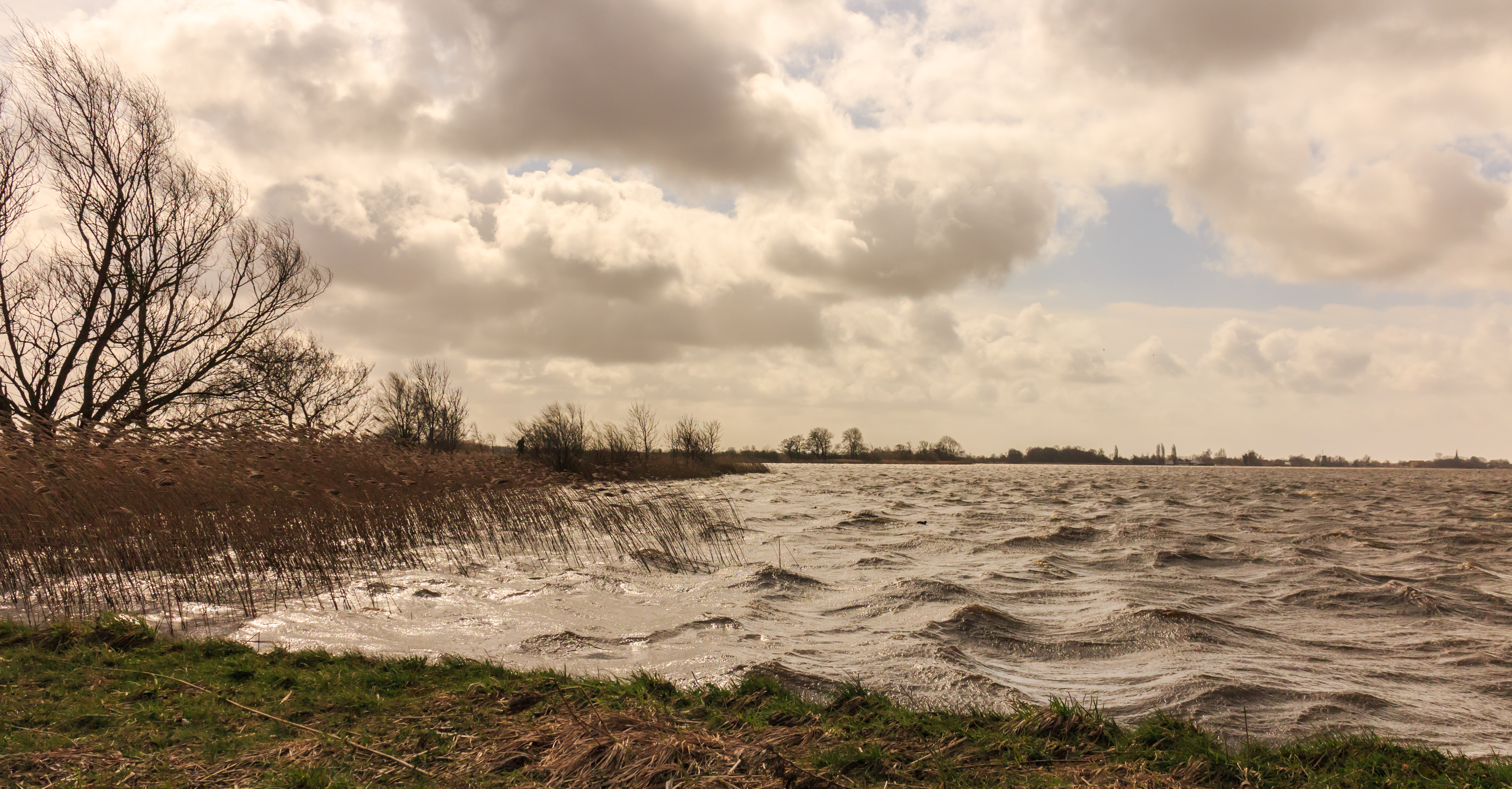
Viharos szél a tónál.
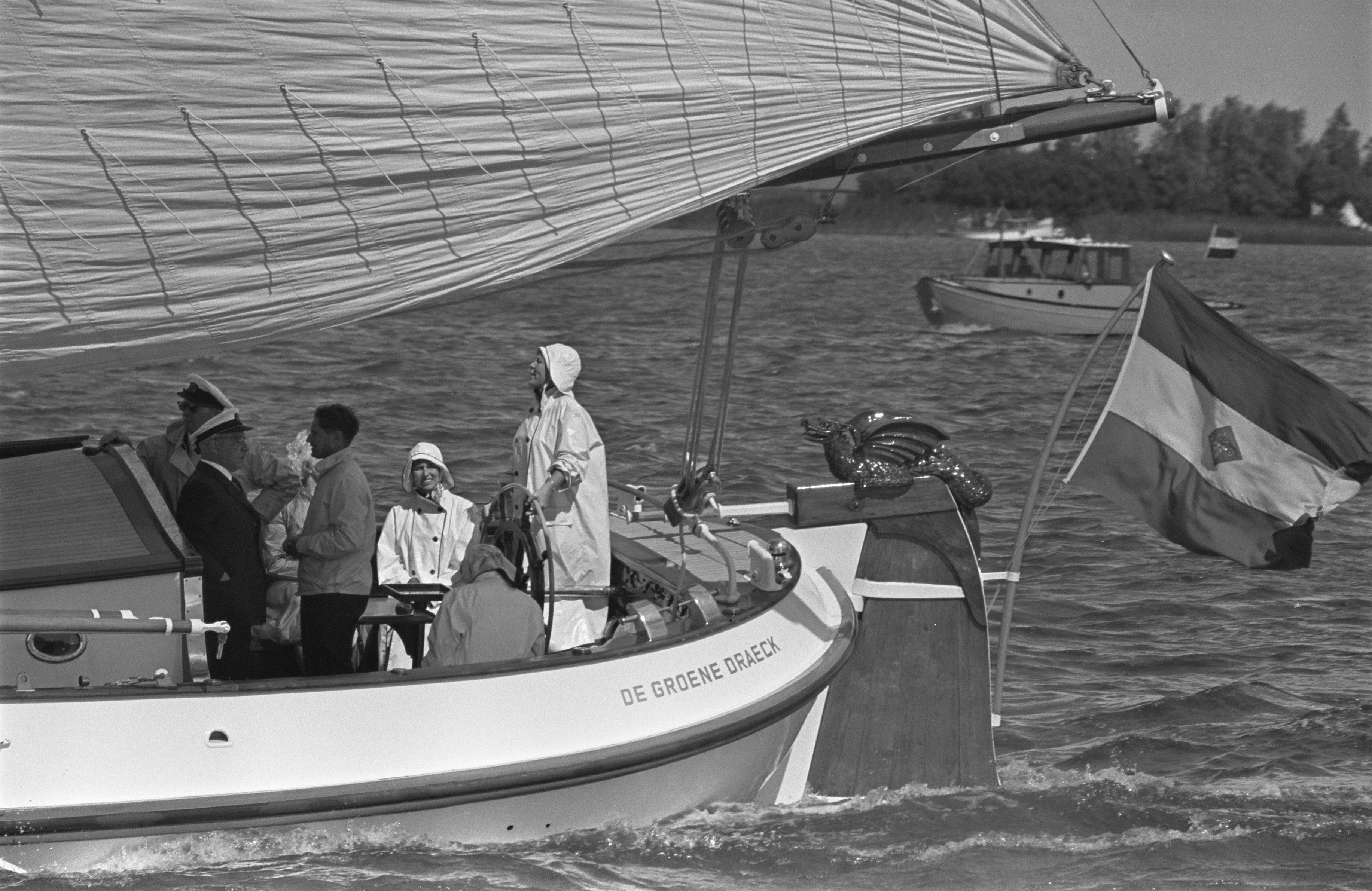
Beatrix hercegnő egy vitorlásverseny meglátogatásakor 1959-ben a Langweerderwielen-tónál.

## Fordítás
Ez a szócikk részben vagy egészben  a   Langweerderwielen című holland Wikipédia-szócikk ezen változatának fordításán alapul.  Az eredeti cikk szerkesztőit annak laptörténete sorolja fel. Ez a jelzés csupán a megfogalmazás eredetét és a szerzői jogokat jelzi, nem szolgál a cikkben szereplő információk forrásmegjelöléseként.